# Anne Philipe
Pour les articles homonymes, voir Philipe.
Ne doit pas être confondu avec Annie Philippe ou Anne-Marie Philipe.
Anne Philipe, née Nicole Navaux le 20 juin 1917 à Bruxelles et morte le 16 avril 1990 à Paris (12e arrondissement), est une femme de lettres, cinéaste et ethnologue française.

## Biographie
Née en 1917 à Bruxelles,, Anne Marie Nicole Ghislaine Navaux est élevée par sa mère, ses parents ayant divorcé peu après sa naissance. 
Elle fait des études supérieures de philosophie en Belgique, obtenant une licence. Ses études terminées, elle quitte la Belgique et s’installe en France. 
En décembre 1946, elle part en Chine où son époux est conseiller culturel à l’ambassade de France à Nankin, alors capitale de la Chine du maréchal Tchang Kaï-chek, confrontée à l'insurrection communiste de Mao. 
En septembre 1948, alors que la victoire des communistes devient probable, ils quittent la Chine et se rendent en Inde, en parcourant la route de la soie dans une caravane se rendant au Cachemire. Nicole Fourcade est ainsi la première Française à traverser le désert du Xinjiang. En 1955, elle publie un récit de ce voyage sous le titre Caravanes d’Asie.
Son livre Le Temps d'un soupir (1963) la révèle comme écrivain. Ce récit relate les dernières semaines de vie partagée avec Gérard Philipe,.  
Par la suite, elle publie, notamment, Les Rendez-vous de la colline (1966), Spirale (1971), Ici, là-bas, ailleurs (1974), Un été près de la mer (1977), Les Résonances de l'amour (1982),, Je l'écoute respirer (1984).
Anne Philipe est aussi l’auteur, avec Guy Weelen, d’une monographie consacrée au peintre Árpád Szenes. En 1978, elle publie L'Éclat de la Lumière (1978), suite d’entretiens avec les peintres Vieira da Silva et Árpád Szenes.
À sa mort, elle laisse un roman inachevé qui a pour décor une plage sur la mer du Nord, avec ses dunes, ses mouettes, son ciel immense et venteux. Elle qui a dit « je suis née en Belgique ; j'ai toujours eu horreur de cela et j'ai toujours pensé que dès que je pourrais partir, je partirais » est revenue dans son dernier écrit au pays de son enfance.

## Vie privée
En 1938, elle épouse un sinologue, François Fourcade. Leur fils, Alain, naît le 28 juillet 1939. Ils divorcent peu après leur retour en France.
Elle rencontre le comédien Gérard Philipe en 1942, à Nice. Ils se lient d’amitié lors d’un séjour dans les Pyrénées en 1946. Gérard Philipe lui propose de reprendre son premier prénom : elle se fait appeler dorénavant Anne Philipe. Ils se marient en  1951.
Ils ont deux enfants, Anne-Marie, née le 21 décembre 1954, et Olivier, né le 9 février 1956.
Gérard Philipe meurt le 25 novembre 1959, d'un cancer du foie.
Anne Philipe, repose aux côtés de Gérard Philipe dans le cimetière de Ramatuelle. 

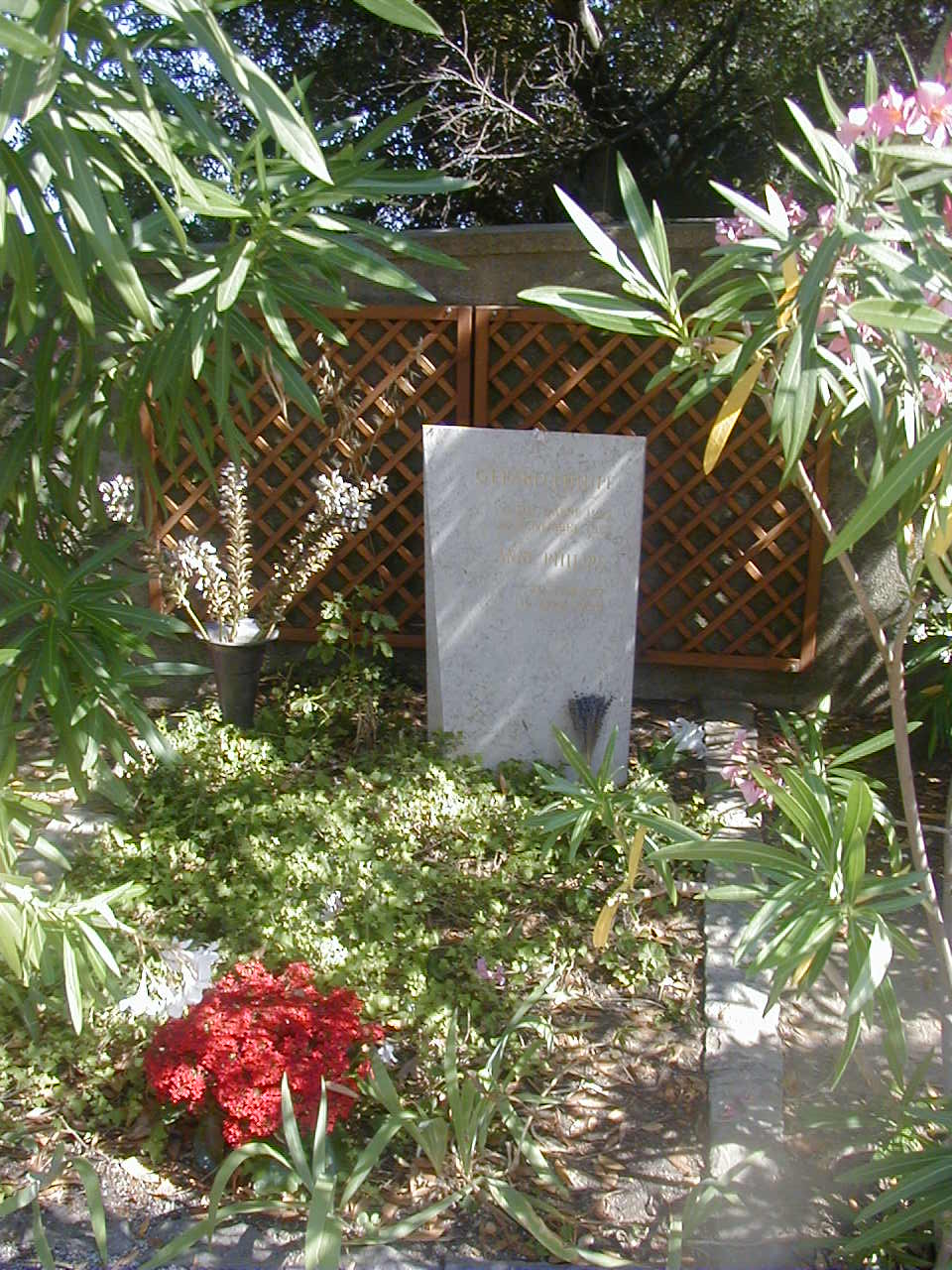
Tombe de Gérard et Anne Philipe au cimetière de Ramatuelle.

## Œuvre
Soucieuse de préserver son intimité, Anne Philipe a peu livré d’elle-même. Elle dit, en 1977, 

« Je ne crois pas tellement à la parole, je crois beaucoup plus à l’expérience, à l’exemple. »

 Ses voyages lui ont fait prendre conscience des inégalités humaines, des réalités du colonialisme, des dangers de la course aux armements. Elle qui refuse de céder au sentimentalisme est une femme engagée dans les problèmes de son temps.
Beaucoup de ses romans ont pour cadre la Provence avec son décor de lumière, d’eau, de vent, de chaleur sensuelle,. Ses livres traduisent l’expérience d’une vie, celle d’un bonheur fragile, toujours menacé. Elle y évoque les instants heureux, ceux que l’on ressent à certains moments privilégiés et rares, « ces moments de très bel équilibre, d’impression de rayonnement, qui peuvent s’appeler bonheur. »
Femme discrète et exigeante, elle pensait avec Spinoza, son philosophe de chevet, que « la tristesse est le passage de l’homme d’une plus grande à une moindre perfection », qu'il faut s’efforcer de vivre avec élégance, toujours, et que l’essentiel, c’est d’être soi, le plus possible.

## Publications
- Caravanes d'Asie, récit, préface de Claude Roy, Julliard, 1955[2]
- Gérard Philipe  (en collaboration avec Claude Roy), Gallimard, 1960
- Le Temps d'un soupir, roman, Julliard, 1963[3]
- Les Rendez-vous de la colline, roman, Julliard, 1966
- Spirale, Gallimard, 1971
- Ici, là-bas, ailleurs, roman, Gallimard, 1974[3]
- La Demeure du silence (entretiens avec Eva Ruchpaul), Gallimard, 1975
- Un été près de la mer, roman, Gallimard, 1977[3]
- L'Éclat de la lumière (entretiens avec Maria Helena Vieira da Silva et Árpád Szenes), Gallimard, 1978
- Promenade à Xian, Gallimard, 1980
- Les Résonances de l'amour, roman, Gallimard, 1982[8],[3]
- Je l'écoute respirer, récit, Gallimard, 1984[3]
- Le Regard de Vincent, roman, Gallimard, 1987[3]
- Arpad Szenes (en collaboration avec Guy Weelen), monographie, Cercle d'Art, 1991
- Correspondance 1946-1978, Georges Perros, Anne & Gérard Philipe, préface de Jérôme Garcin, Finitude, 2008
- Le roman inachevé d'Anne Philipe est paru dans La Nouvelle Revue française, no 456, janvier 1991, no 457, février 1991 et no 458, mars 1991, sous le titre Roman interrompu.

#### Notices biographiques
- Sylvie Rozé, « Anne Philippe », Dictionnaire des lettres françaises. XXe siècle, Paris, Librairie générale française, 1998
- Claude Liscia, « Philipe Anne », dans le Dictionnaire biographique du mouvement social et ouvrier (le Maitron)
- Claude Liscia, « Philipe Gérard », dans le Dictionnaire biographique du mouvement social et ouvrier (le Maitron)
- Christiane Blot-Labarrère, « Philipe, Anne (Nicole Navaux, épouse Fourcade, dite) [Bruxelles 1917 - Paris 1990] », dans Béatrice Didier, Antoinette Fouque et Mireille Calle-Gruber (dir.), Le Dictionnaire universel des créatrices, Éditions des femmes, 2013, p. 3435-3436

#### Ouvrages
- Pierrette Fleutiaux, Bonjour, Anne. Chronique d'une amitié, Arles, Actes Sud, 2010
- Jérôme Garcin, Littérature vagabonde, Paris, Flammarion, 1995
- Jérôme Garcin, Théâtre intime, Paris, Gallimard, 2003

#### Articles et entretiens
- « Entretien avec Jacques Chancel dans l'émission Radioscopie (France Inter) » [vidéo], sur ina.fr, France Inter, 8 octobre 1980
- Claude Goure, « Entretien avec Anne Philipe », dans Une vie… une parole, Paris, Le Centurion, 1981
- « Entretien de Jérôme Garcin avec Anne Philipe », Ubacs, no 8/9, 1984
- Céline Bouyer, « Article sur Anne Philippe », Encres vagabondes, no 3, septembre-décembre 1994